# 吉井站 (群馬縣)
吉井站（日语：／ Yoshii eki */?）是位於群馬縣高崎市吉井町吉井219番地，上信電鐵的上信線車站。

## 歷史
- 1897年（明治30年）5月5日：車站啟用。

車站大樓建設戰前，在經過數次翻新後仍然繼續使用。曾經在車站大樓西邊設有維護路軌區事務所，隨著昭和30年代進行道路擴寬工程，事務所以曳家的方法遷移至現地。

## 車站構造
此站是地面車站，設有1面2線的島式月台。車站北邊設有1條側線。檢票口與月台之間設有站內平交道連接。曾經南邊設有1線單式月台，現時變成為維護路軌區專用的物資放置處。此站設有1台自動售票機。於車站大樓外設有廁所（濕廁）。此站經常設有1名車站職員當值。

### 月台
| 月台         | 路線    | 方向       |
| ------------ | ------- | ---------- |
| 車站大樓一方 | ■上信線 | 下仁田方向 |
| 車站大樓對面 | ■上信線 | 高崎方向   |

## 使用狀況
根據「高崎市統計季報」，在2016年度1日平均乘車人次為327人。
| 年度   | 1日平均 乘車人次 |
| ------ | ---------------- |
| 2006年 | 314              |
| 2007年 | 332              |
| 2008年 | 329              |
| 2009年 | 321              |
| 2010年 | 336              |
| 2011年 | 329              |
| 2012年 | 330              |
| 2013年 | 341              |
| 2014年 | 354              |
| 2015年 | 341              |
| 2016年 | 327              |
| 2017年 | 317              |
| 2018年 | 330              |

## 車站周邊
- 高崎市立吉井小學（步行約2分鐘）
- 吉井中央診所（步行約5分鐘）
- 高崎市吉井保健中心（步行約5分鐘）
- 高崎市吉井文化會館（步行約5分鐘）
- 高崎市政廳 吉井分所（舊・吉井町公所，步行約10分鐘）
- 吉井郵局
- 吉井通町郵局
- 吉井溫泉（日语：吉井温泉 (群馬県)）（轉乘的士乘坐約5分鐘）
- 多胡碑（日语：多胡碑）（步行約25分鐘，轉乘的士約8分鐘）
- 牛伏山（日语：牛伏山 (群馬県)）
- 群馬縣道71號高崎神流秩父線（日语：群馬県道・埼玉県道71号高崎神流秩父線）
- 國道254號

## 巴士路線
| 乘車處         | 系統             | 主要途經             | 目的地       | 巴士公司 | 備註         |
| -------------- | ---------------- | -------------------- | ------------ | -------- | ------------ |
|                | 東谷、西吉井線   | 多胡小學前、東谷     | 牛伏車廠     | 好的巴士 | 假日暫停服務 |
| 南陽台、馬庭線 | 多胡小學前       | 牛伏車廠             | 假日暫停服務 | 好的巴士 |              |
| 吉井、藤岡線   | 多胡小學前       | 牛伏車庫             | 假日暫停服務 | 好的巴士 |              |
| 吉井、藤岡線   | 入野小學前、白石 | 藤岡綜合醫院外來中心 | 假日暫停服務 | 好的巴士 |              |

## 其他
- 特別劇（2000年，TBS　主演：明石家秋刀魚）曾經在此站取景。
- 電影《珈琲時光》曾經在此站取景。

## 相鄰車站
上信電鐵
上信線
馬庭－吉井－西吉井

## 注腳
1. ↑  高崎市統計季報

## 外部連結
- 吉井 | 上信電鐵株式會社 （页面存档备份，存于）（日語）